# Dora Akunyili
Dora Nkem Akunyili (tháng 7 năm 1954 – 2014) là Tổng Giám đốc Cơ quan Quản lý và Kiểm soát Thực phẩm và Dược phẩm Quốc gia (NAFDAC) của Nigeria từ năm 2001 đến năm 2008 

## Tiểu sử
Dora Akunyili được sinh ra ở Markurdi, bang Benue để làm Chánh và  Paul Young Edemobi. Bà đã có kỳ thi chứng chỉ trường Tây Phi (WASC) tại trường trung học Queen of Rosary, bang Enugu, nơi cô tốt nghiệp loại I . Bà đã giành được học bổng tiểu học của chính phủ Đông Nigeria và học bổng đại học của chính phủ liên bang Nigeria . Bà có sáu người con và ba đứa cháu.
Sau cái chết của chị gái Vivian, người đã chết sau khi tiêm insulin giả vào năm 1988. Dora đã đi đầu trong cuộc chiến chống lại những kẻ buôn bán ma túy .
Bà là Bộ trưởng Thông tin và Truyền thông Nigeria từ 2008 đến 2010. Cô là một dược sĩ và quản trị viên chính phủ đã được công nhận quốc tế. Cô đã giành được một số giải thưởng cho công việc của mình trong dược học, sức khỏe cộng đồng và nhân quyền.
Akunyili đã tranh cử làm Thượng nghị sĩ cho Anambra Central cho APGA vào tháng 4 năm 2011 nhưng đã bị đánh bại bởi Chris Ngige của ACN. Cô ngay lập tức gửi đơn kiến nghị tới Ủy ban bầu cử quốc gia độc lập tranh luận về kết quả này. Cô đã chết trong một bệnh viện Ấn Độ vào ngày 7 tháng 6 năm 2014 sau một trận chiến với bệnh ung thư tử cung.
Tang lễ của cô diễn ra vào ngày 27 và 28 tháng 8, và có sự tham dự của nhiều vị chức sắc từ Nigeria và hơn thế nữa, bao gồm cả Tổng thống Goodluck Jonathan (2010 đến 2015), Tổng thống Nigeria và cựu thống đốc quân đội Nigeria Yakubu Gowon.
Akunyili được nghỉ ngơi tại Agulu ở bang Anambra.

## Giải thưởng
Dora Nkem Akunyili là một phụ nữ Nigeria với hơn 900 giải thưởng. Một số giải thưởng GS. Akunyili nhận được trong đời là:
- Giải thưởng Tạp chí Time 2006 ("Một trong mười tám anh hùng của thời đại chúng ta"), Time Magazine Inc.
- Giải thưởng Nhân vật của năm 2005 – Silverbird Communications Ltd, Lagos, ngày 5 tháng 1. 2006
- Giải thưởng Xuất sắc – Dịch vụ Thế giới Tích hợp (IWS), tháng 12 năm 2005
- Giải thưởng Xuất sắc – Vận động vì Dân chủ Cổ tức Quốc tế, Lagos, 17 tháng 12 năm 2005
- Giải thưởng Meritorious 2005 – Nhà thờ Công giáo Quân đội St. Michael, Apapa, Lagos, ngày 4 tháng 12 năm 2005
- Giải thưởng Nữ công đức và Doanh nhân Châu Phi 2005 – Mạng tiểu sử châu Phi, tháng 12 năm 2005
- Giải thưởng dành cho người khuyết tật chính phủ tốt nhất – Hiệp hội sinh viên quốc gia Nigeria (Nans), tháng 12 năm 2005
- Một biểu tượng xuất sắc – Viện văn hóa châu Phi và Zenith Bank Plc,[7] 8 tháng 12 năm 2005
- Giải thưởng Chiến dịch Nhân quyền Cơ sở năm 2005 Tổ chức Bảo vệ Nhân quyền có trụ sở tại London, ngày 8 tháng 12. 2005
- Giám đốc sáng tạo nhất Giải thưởng Cao đẳng Chính phủ Liên bang, Ijanikin, Lagos, tháng 10 năm 2005.[8]
- Giải thưởng toàn vẹn 2003 – Minh bạch quốc tế.[9]